# Abadía de San Ricario

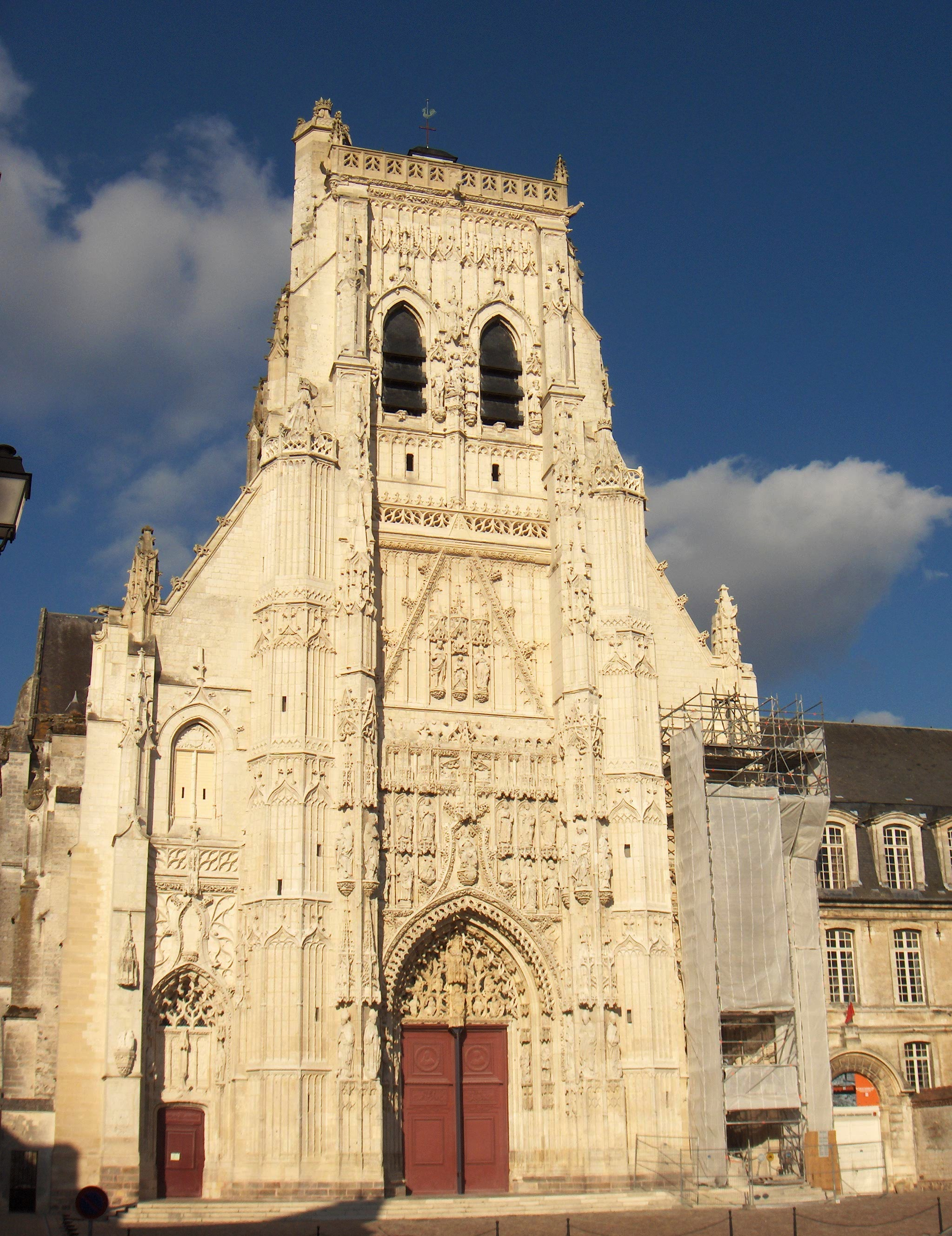
Fachada de la abacial

La abadía de San Ricario, antiguamente llamada de Centule o Centula, nombre que poseía Saint-Riquier, lugar donde se asienta, es un complejo católico situado en la región francesa de Picardía. Fue fundada por San Ricario hacia el año 625 y su estilo predominante es el gótico. La abadía está integrada en la diócesis de Amiens, y en 1840 fue catalogada como monumento histórico de Francia.

## Historia
La abadía vivió su periodo de mayor esplendor durante el reinado de Carlomagno, quien financió nuevas obras en ella que culminaron en el año 799. Estas tuvieron incluyeron principal novedad una westwerk, palabra alemana que se utiliza para designar un tipo de fachada monumental propia de la época carolingia. En esa época los abades poseían potestad sobre la población y las tierras vecinas y se les permitía tener un regimiento de caballeros. Entre los años 845 y 881 los normandos la devastaron, y hubo de ser posteriormente reconstruida, sólo para arder en 1131 por orden de Hugo III de Campdavaine (Hugues de Camp d'Avesnes, f. 1141: conde de Saint-Pol desde 1130 hasta el año de su muerte).
Se volvió a erigir la abadía durante la segunda mitad del siglo XIII, de cuyos trabajos se conservan las arcadas del coro y una sección del transepto. Durante el siglo XV fue sucesivamente arruinada e incendiada, y nuevamente incendiada en el XVI durante la guerra que Felipe II de España mantuvo contra Francia, lo que provocó la dispersión de los monjes y amenazó muy seriamente la supervivencia de la abadía. Sin embargo, ésta fue reconstruida durante el siglo XVII. Durante la Revolución francesa fue vendida y parcialmente demolida, y más tarde reconstruida para convertirse en seminario y hospital militar.
En 1973 se declara el complejo museo y centro cultural, dotándole de una exposición permanente sobre la vida rural del departamento y cuatro exposiciones temporales anuales.